# ФК Укрина Чечава
ФК Укрина је фудбалски клуб из Чечаве, Република Српска, Босна и Херцеговина који се такмичи у оквиру Регионалне лиге РС - Центар.

## Историја
Фудбалски клуб Укрина је клуб из Чечаве. Клуб је основан 1982 године и његово прво име је ФК 4.јули Чечава али послије градског рата мијењају име и локацију играња утакмица ФК Војводa Укриница. Послије неколико година то јест 1997 мијења име и враћа стару локацију играња утакмица у данашње ФК Укрина Чечава.
За 40 година постојања клуба одиграна је утакмица 26.јуна 2022 између ФК Укрина Чечава Ветерани против ФК Црвена звезда Ветерани и утакмица је завршена побједом звјездаша 4:1
За 20 година постојања клуба одиграна је утакмица 03.новембра 2002 између ФК Укрина Чечава против ФК Партизан Београд Ветерани и утакмица је завршена нерјешеним резултатом 1:1
Њихова оригинална боја клуба је црвена и тамно плава

## Успјеси
- Подручна лига Републике Српске - Добој
  - Прво мјесто: 2019/20.
- Регионална лига Републике Српске - Центар
  - Прво мјесто: 2020/21.

## Статистика
| Сезона  | Лига              | Лига | Лига | Лига | Лига | Лига | Лига | Лига | Лига |
| Сезона  | Лига              | ИГ   | Д    | Н    | ИЗ   | ГД   | ГП   | Б    | ПЛ   |
| ------- | ----------------- | ---- | ---- | ---- | ---- | ---- | ---- | ---- | ---- |
| 2011–12 |                   |      |      |      |      |      |      |      | '    |
| 2012–13 |                   |      |      |      |      |      |      |      | '    |
| 2013–14 |                   |      |      |      |      |      |      |      | '    |
| 2014–15 | Подручна - Добој  | 26   | 13   | 2    | 11   | 46   | 51   | 41   | 6    |
| 2015–16 | Подручна - Добој  | 26   | 9    | 5    | 12   | 51   | 70   | 32   | 11   |
| 2016–17 | Подручна - Добој  | 26   | 10   | 1    | 15   | 54   | 67   | 31   | 11   |
| 2017–18 | Подручна - Добој  | 26   | 9    | 5    | 12   | 37   | 60   | 29   | 10   |
| 2018–19 | Подручна - Добој  | 26   | 16   | 5    | 5    | 68   | 42   | 53   | 2    |
| 2019–20 | Подручна - Добој↑ | 13   | 10   | 1    | 2    | 29   | 14   | 31   | 1    |
| 2020–21 |                   |      |      |      |      |      |      |      | 1    |
| 2021–22 | Друга - Запад     | 30   | 5    | 4    | 21   | 31   | 74   | 19   | 15   |
| 2022–23 | Друга - Запад↓    | 30   | 5    | 4    | 21   | 37   | 94   | 19   | 15   |

| Лига: ИГ = Играли утакмица; Д = Добили; Н = Неријешено; ИЗ = Изгубили; ГД = Голова дали; ГП = Голова примили; Б = Бодова; ПЛ = Пласман; |

У сезони 2017/18 Укрини је одузето 3 бода

## Спољашне везе
- ФК Укрина Чечава на веб-сајту